# William M. Kavanaugh

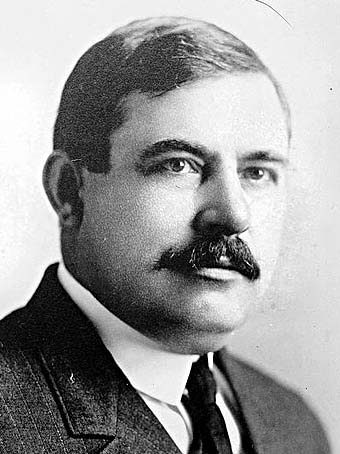
William M. Kavanaugh

William Marmaduke Kavanaugh (* 3. März 1866 bei Eutaw, Alabama; † 21. Februar 1915 in Little Rock, Arkansas) war ein US-amerikanischer Politiker der Demokratischen Partei. Er vertrat den Bundesstaat Arkansas für kurze Zeit im US-Senat.
Der in Alabama geborene William Kavanaugh erhielt seine Schulbildung in Kentucky und machte 1885 seinen Abschluss am Kentucky Military Institute in Farmdale. Danach zog er nach Arkansas, wo er als Zeitungsreporter arbeitete. Später wurde er Redakteur und Geschäftsführer der in Little Rock erscheinenden Arkansas Gazette. Seine ersten öffentlichen Ämter bekleidete er zwischen 1896 und 1900 als Sheriff und Steuereintreiber im Pulaski County.
Von 1900 bis 1904 war Kavanaugh dann als Bezirks- und Nachlassrichter tätig, ehe er eine Laufbahn als Geschäftsmann einschlug. Er wurde sowohl im Bankgewerbe als auch im Straßenbahnbau und in der Gasversorgung aktiv. Zur gleichen Zeit begann er sich politisch zu engagieren und gehörte von 1912 bis 1915 dem Democratic National Committee an.
Nach dem Tod von US-Senator Jeff Davis am 3. Januar 1913 wurde dessen Sitz innerhalb kürzester Zeit dreimal neu besetzt. John Netherland Heiskell war der kommissarisch ernannte Nachfolger vom 6. bis zum 30. Januar. An diesem Tag löste ihn dann William Kavanaugh ab, der die Nachwahl gewonnen hatte und Davis’ bis zum 3. März dauernde Amtszeit beendete. Da Davis zuvor bereits für eine weitere Legislaturperiode gewählt worden war, musste die Staatslegislative auch hierfür einen Nachfolger bestimmen, wobei das Votum diesmal auf Joseph Taylor Robinson fiel.
Kavanaugh zog sich nach seiner wenig mehr als einen Monat währenden Zeit im Senat wieder aus der Politik zurück. Er wurde Direktor der Lakes to Gulf Deep Waterways Association; bereits seit 1903 hatte er zudem die Präsidentschaft in der Southern Association inne, einer Minor League im Baseball. Diesen Posten behielt er bis zu seinem Tod im Februar 1915.